# Vaejovis aguazarca
Espèce
Vaejovis aguazarca est une espèce de scorpions de la famille des Vaejovidae.

## Distribution
Cette espèce est endémique de l'État d'Aguascalientes au Mexique. Elle se rencontre vers San José de Gracia, Jesús María, Rincón de Romos, San Francisco de los Romo dans la Sierra Fría.

## Description
Le mâle holotype mesure 28,3 mm, les mâles mesurent de 22,0 à 28,3 mm et les femelles de 29,8 à 34,0 mm.

## Étymologie
Son nom d'espèce lui a été donné en référence au lieu de sa découverte, Agua Zarca.

## Publication originale
- Chávez-Samayoa, Díaz-Plascencia & González-Santillán, 2022 : « Two new species of Vaejovis (Scorpiones: Vaejovidae) belonging to the mexicanus group from Aguascalientes, Mexico, with comments on the homology and function of the hemispermatophore. » Zoologischer Anzeiger, vol. 298, p. 148-169.